# Esperança Cladera
Esperança Cladera Gil (* 14. Mai 2002 in Muro) ist eine spanische Leichtathletin, die sich auf den Sprint spezialisiert hat.

## Sportliche Laufbahn
Erste internationale Erfahrungen sammelte Esperança Cladera im Jahr 2018, als sie bei den U18-Europameisterschaften in Győr mit 23,89 s den fünften Platz im 200-Meter-Lauf belegte. Anschließend startete sie über diese Distanz bei den Olympischen Jugendspielen in Buenos Aires und gelangte dort auf den zehnten Platz. Im Jahr darauf belegte sie beim Europäischen Olympischen Jugendfestival (EYOF) in Baku in 24,58 s den fünften Platz über 200 Meter und siegte mit der spanischen Sprintstaffel (1000 Meter) in 2:08,53 min. 2024 schied sie bei den Europameisterschaften in Rom mit 23,37 s im Halbfinale über 200 Meter aus und bei den World Athletics Relays 2025 in Guangzhou kam sie in der Frauenstaffel und in der Mixed-Staffel über 4-mal 100 Meter zum Einsatz. Ende Juni wurde sie mit der Frauenstaffel bei der 1. Liga der Team-Europameisterschaft in Madrid in 42,11 s Zweite hinter dem niederländischen Team. Anschließend gewann sie bei den World University Games in Bochum in 23,03 s die Bronzemedaille über 200 Meter hinter der Italienerin Vittoria Fontana und Léonie Pointet aus der Schweiz.
2025 wurde Cladera spanische Hallenmeisterin im 200-Meter-Lauf.

## Persönliche Bestzeiten
- 200 Meter: 22,79 s (+1,2 m/s), 12. Juli 2025 in Ciudad Real
  - 200 Meter (Halle): 23,28 s, 23. Februar 2025 in Madrid